# نلی خالاتیان
نلی خالاتیان (ارمنی: Նելլի Խալաթյան؛ زادهٔ ۲۷ اکتبر ۲۰۰۰) بازیکن فوتبال در پست مدافع اهل ارمنستان است.

## باشگاهی
از باشگاه‌هایی که در آن بازی کرده‌است می‌توان به باشگاه فوتبال زنان ایروان، باشگاه فوتبال زنان آنی-۱، باشگاه فوتبال زنان آلاشکرت و باشگاه فوتبال زنان پیونیک اشاره کرد.

## تیم ملی
وی همچنین در تیم ملی فوتبال زنان ارمنستان بازی کرده‌است. 